# تنگ طه
تنگ طه روستایی در فاصلهٔ ۴۰ کیلومتری شهر داراب استان فارس است. این روستا از توابع دهستان قلعه بیابان و از بخش جنت شهرستان داراب است. 

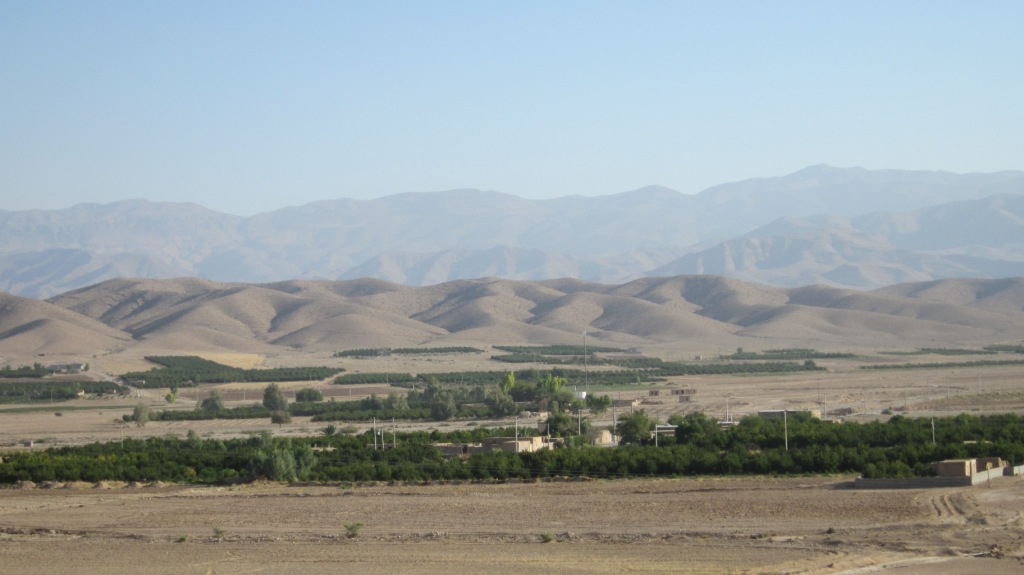
نمایی از روستای تنگ طه

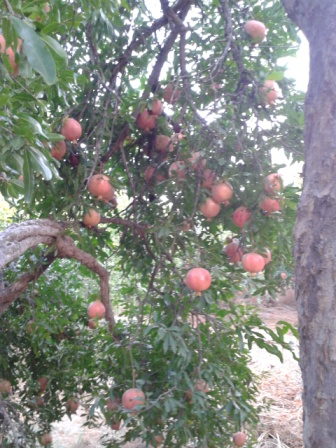
انار تنگ طه

## موقعیت جغرافیایی و تاریخچه
روستای تنگ طه یکی از روستاهای شهرستان داراب فارس است که قدمت آن به حدود ۷۰ سال پیش می‌رسد و در ۴۰ کیلومتری شهر داراب و به مختصات ۲۸ درجه و ۳۲ دقیقهٔ شمالی و ۵۴ درجه و ۴۶ دقیقهٔ شرقی واقع است. از لحاظ طبیعی این روستا به صورت یک دشت نسبتاً هموار است که با دو رودخانهٔ فصلی که از وسط آن می‌گذرد به سه قسمت تقسیم شده است. این دو رودخانه در تغذیهٔ آب‌های زیرزمینی روستای تنگ طه و روستاهای پایین‌دست نظیر فتح‌آباد و جنت‌شهر و دیگر روستاها نقش مهمی دارد و برای جلوگیری از جاری شدن سیل و هدر رفتن آب بر روی هردو رودخانه سدهای خاکی مخزنی ایجاد نموده‌اند که اگر در طول سال ۲ تا ۳ بار از آب پر گردند روستاهای پایین‌دست از نظر آب مورد نیاز تغذیه می‌گردند. در سه طرف آن تپّه‌هایی قرار گرفته و یک طرف آن به دشت وسیع قلعه بیابان وصل است. اقلیم تنگ طه نسبتاً معتدل است. در زمستان‌ها دمای هوا به ندرت به زیر صفر می‌رسد. مردم این روستا از حدود ۷۰ سال پیش از روستای تاریخی نوایگان برای کشاورزی به این مکان آمده‌اند. ابتدا شخصی به نام شیخ حسین انصاری در این مکان شروع به کشاورزی نمود و بعدها با تشویق عدهٔ دیگری نیز به اینجا آمدند و با حفر چاه‌های متعدد باعث رونق کشاورزی و دامداری در این مکان گشتند. در ابتدا مردم به دلیل نبود امکانات و کمی جمعیت و نبود درآمد کافی با مشکلات فراوانی روبه‌رو بودند اما با گذشت زمان و به برنشستن درختان آن‌ها که عمدتاً انار بود، وضع مردم بهتر شد و با پیشرفت کشاورزی افراد مختلفی از روستاهای اطراف برای کار به این روستا آمدند به‌طوری‌که اکنون جمعیت افراد غیر بومی که برای کار به روستا آمده‌اند از جمعیت بومی بیشتر است؛ و در فصل کار جمعیت این روستا تا ده برابر افزایش پیدا می‌کند. جمعیت بومی این روستا حدوداً ۴۰۰ نفر است.

## نگارخانه

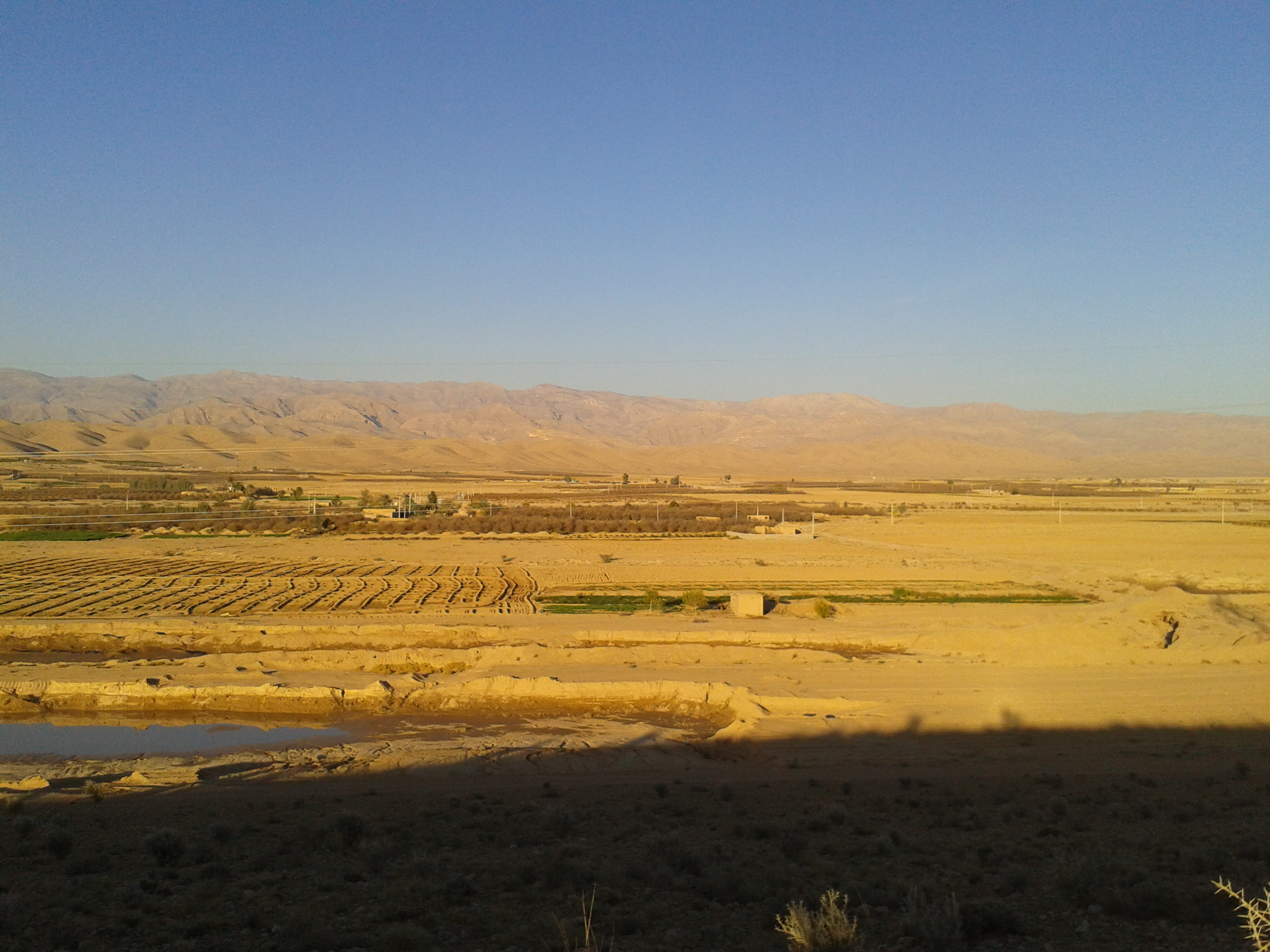
پاییز روستای تنگ طه
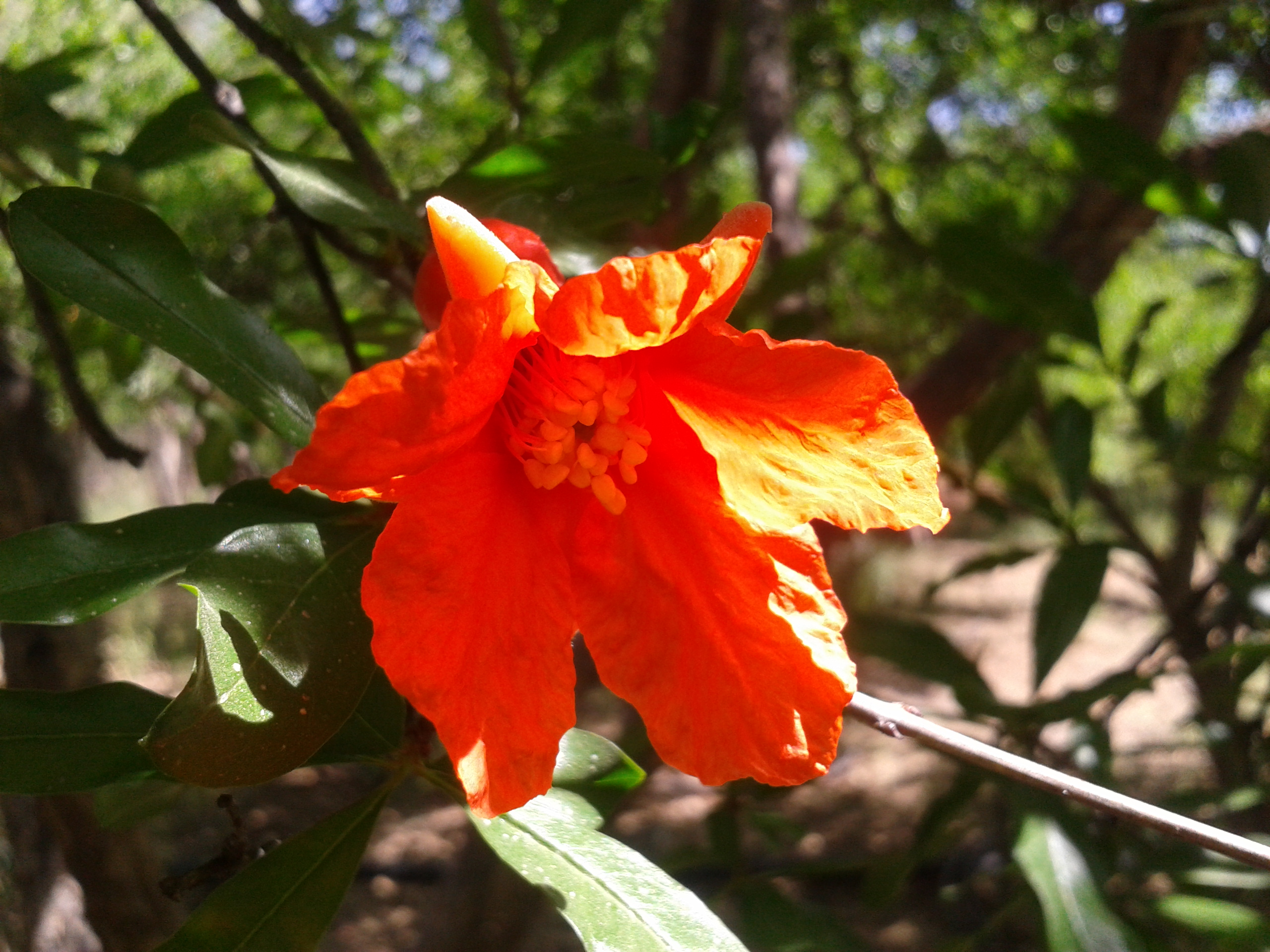
شکوفهٔ انار
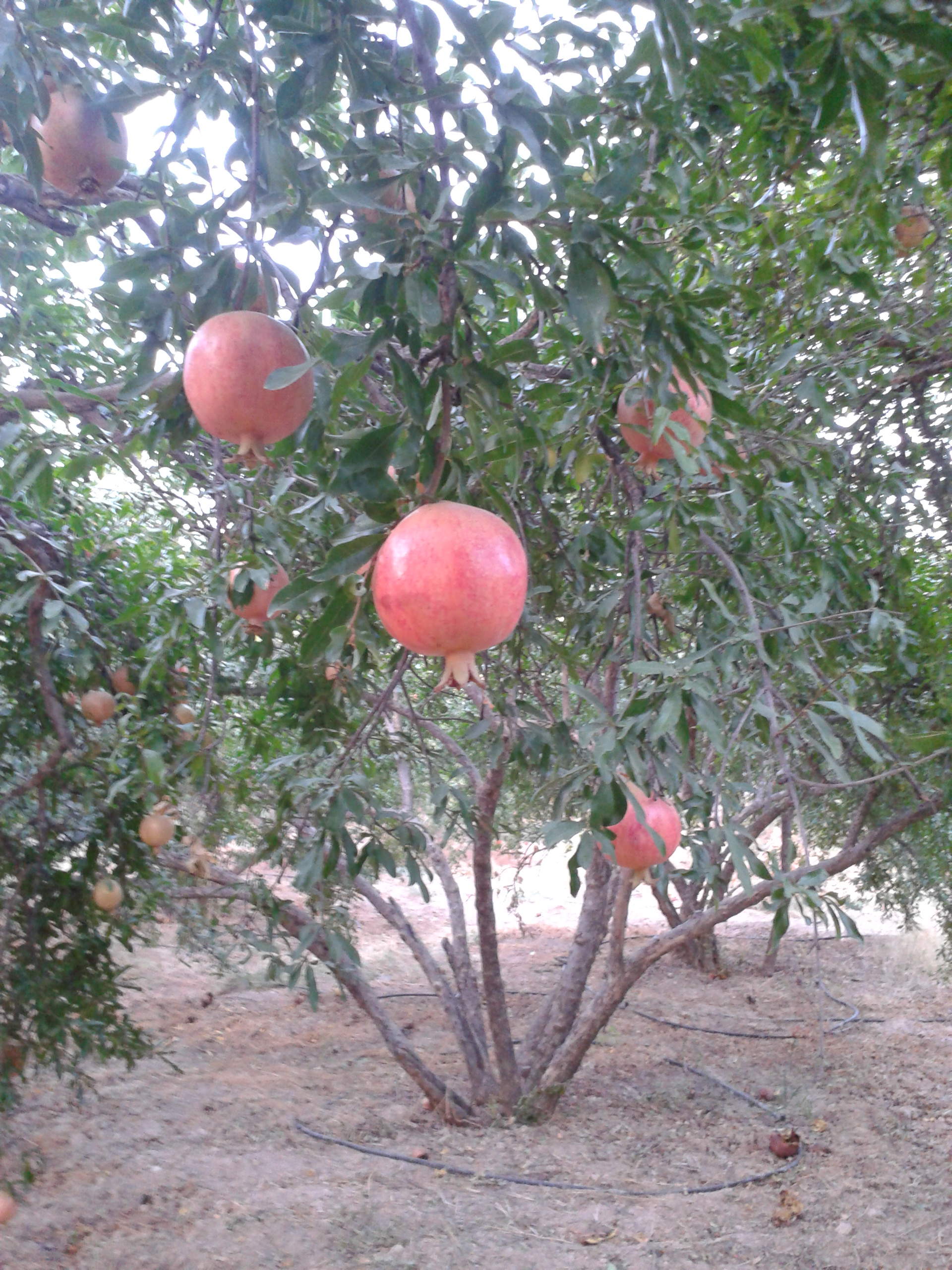
انار سرخ تنگ طه
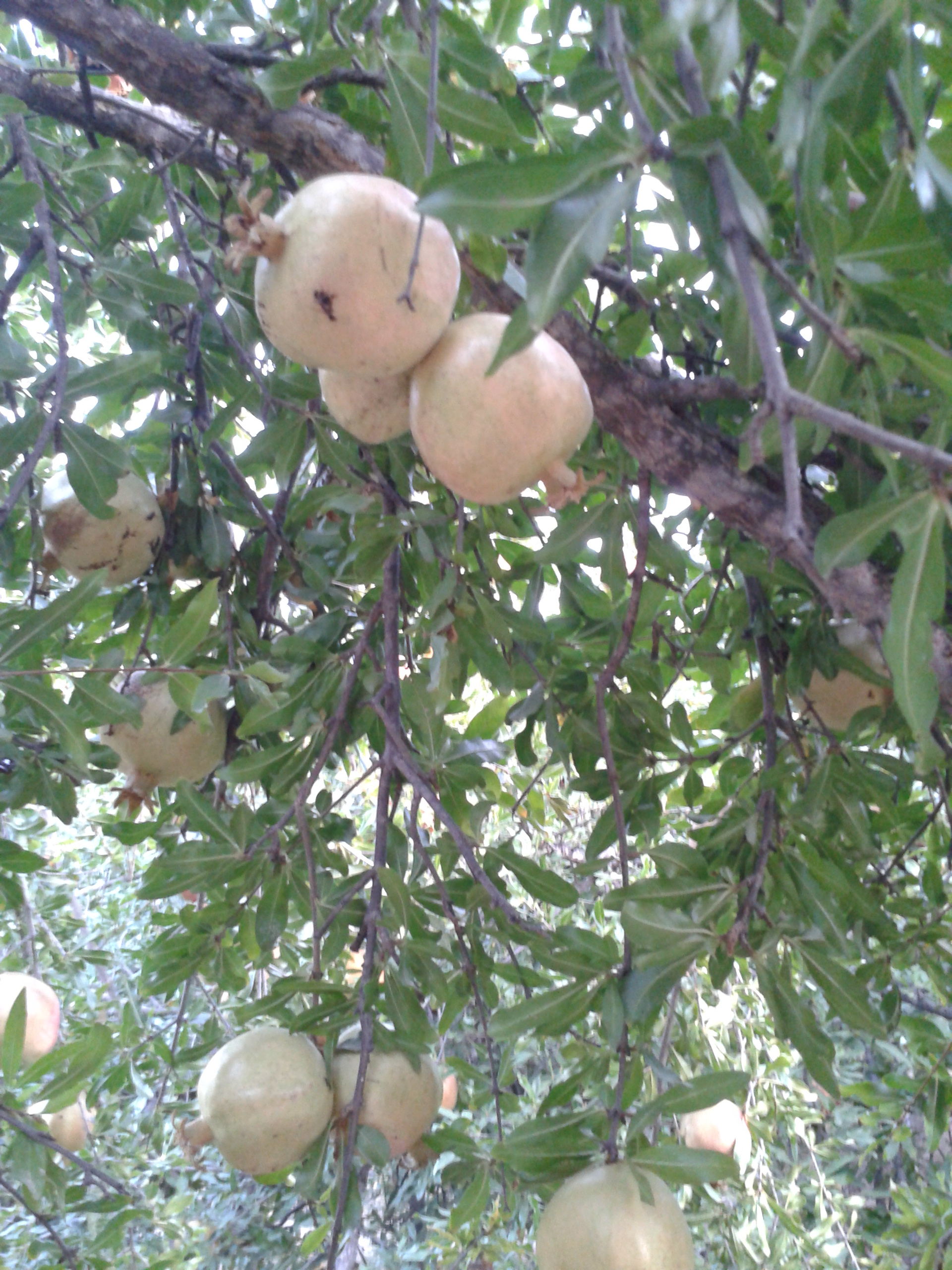
انار شهوار تنگ طه
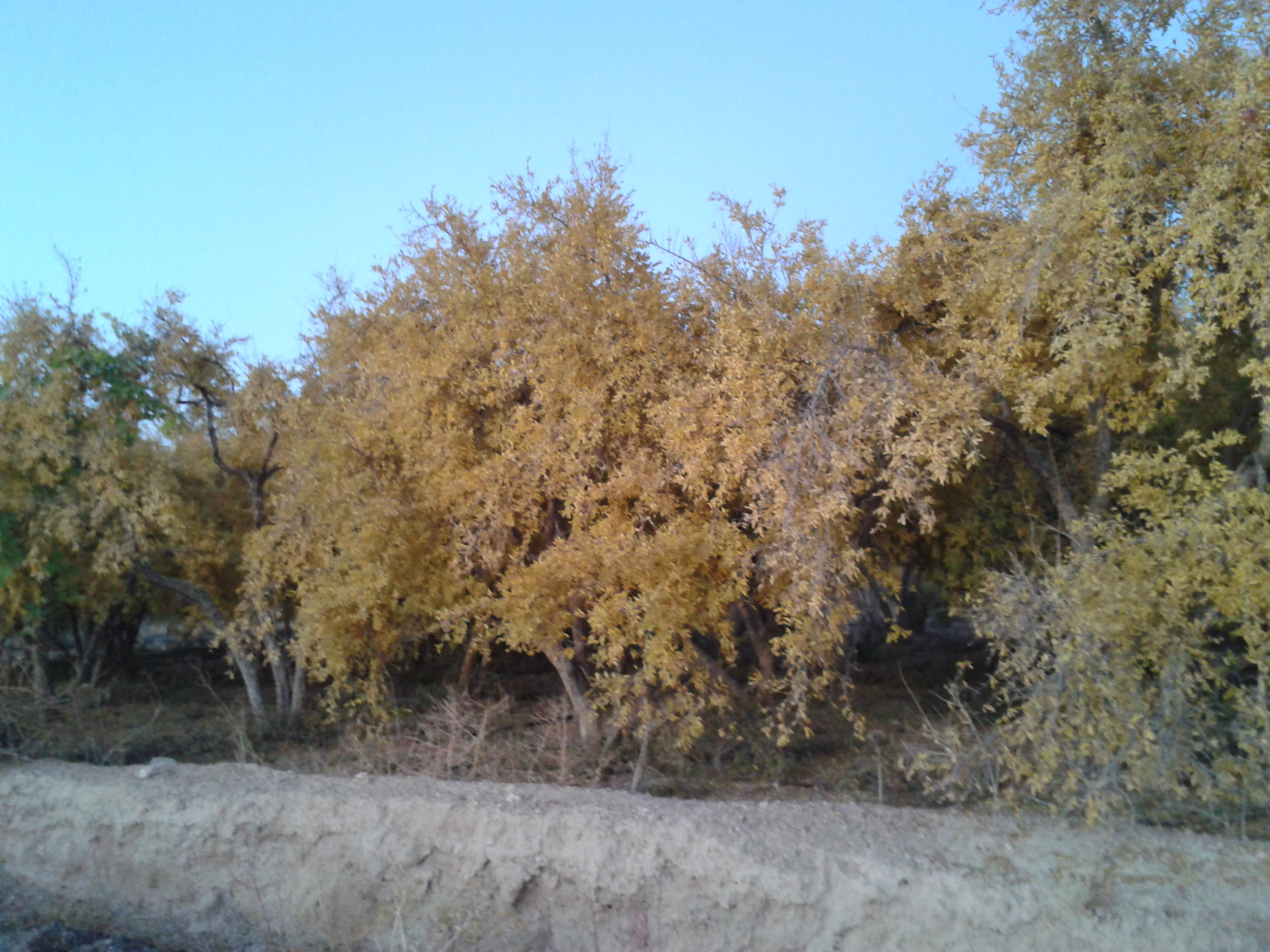
باغ انار تنگ طه در پاییز
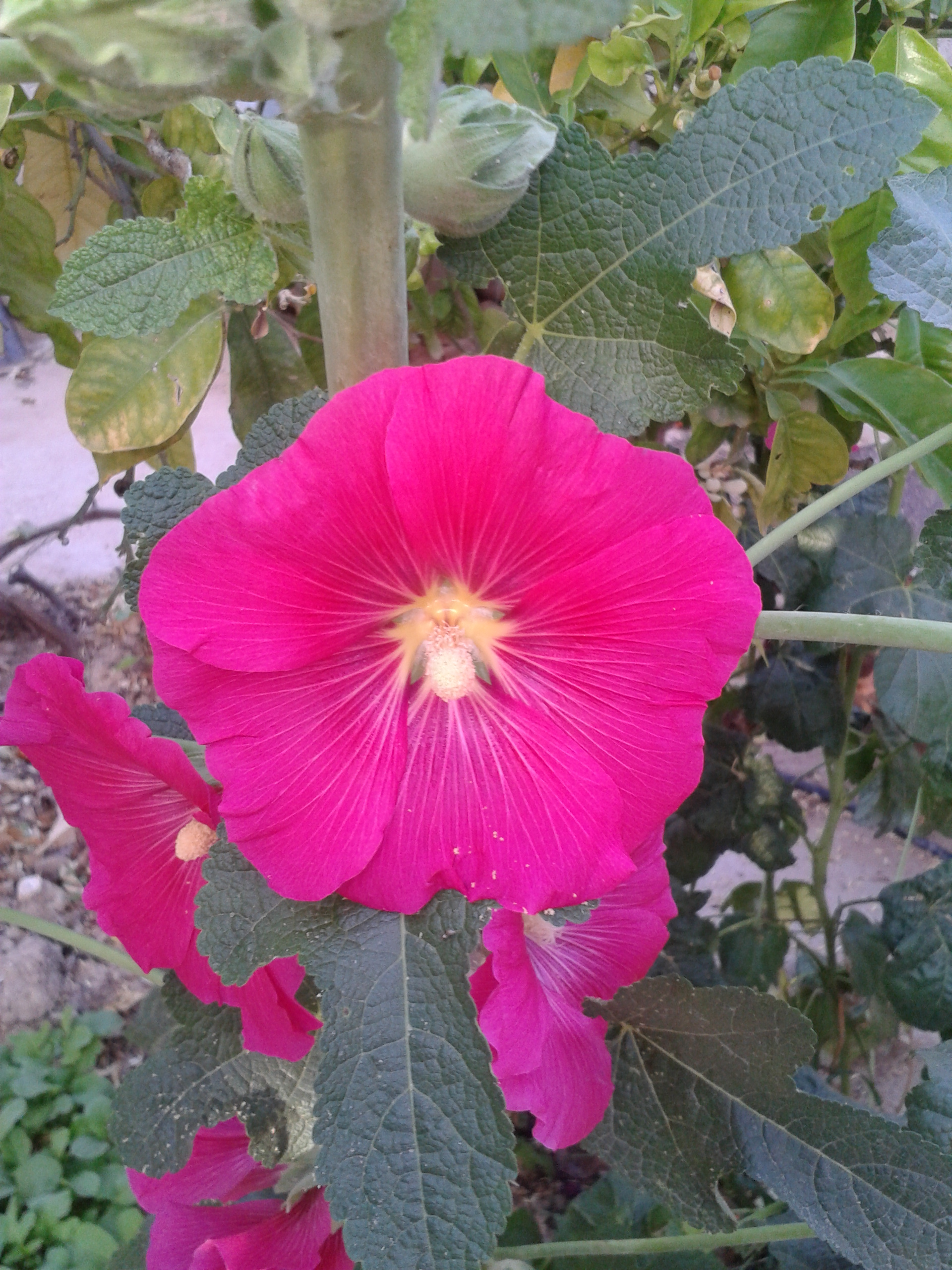
گل ختمی
گل رز قرمز
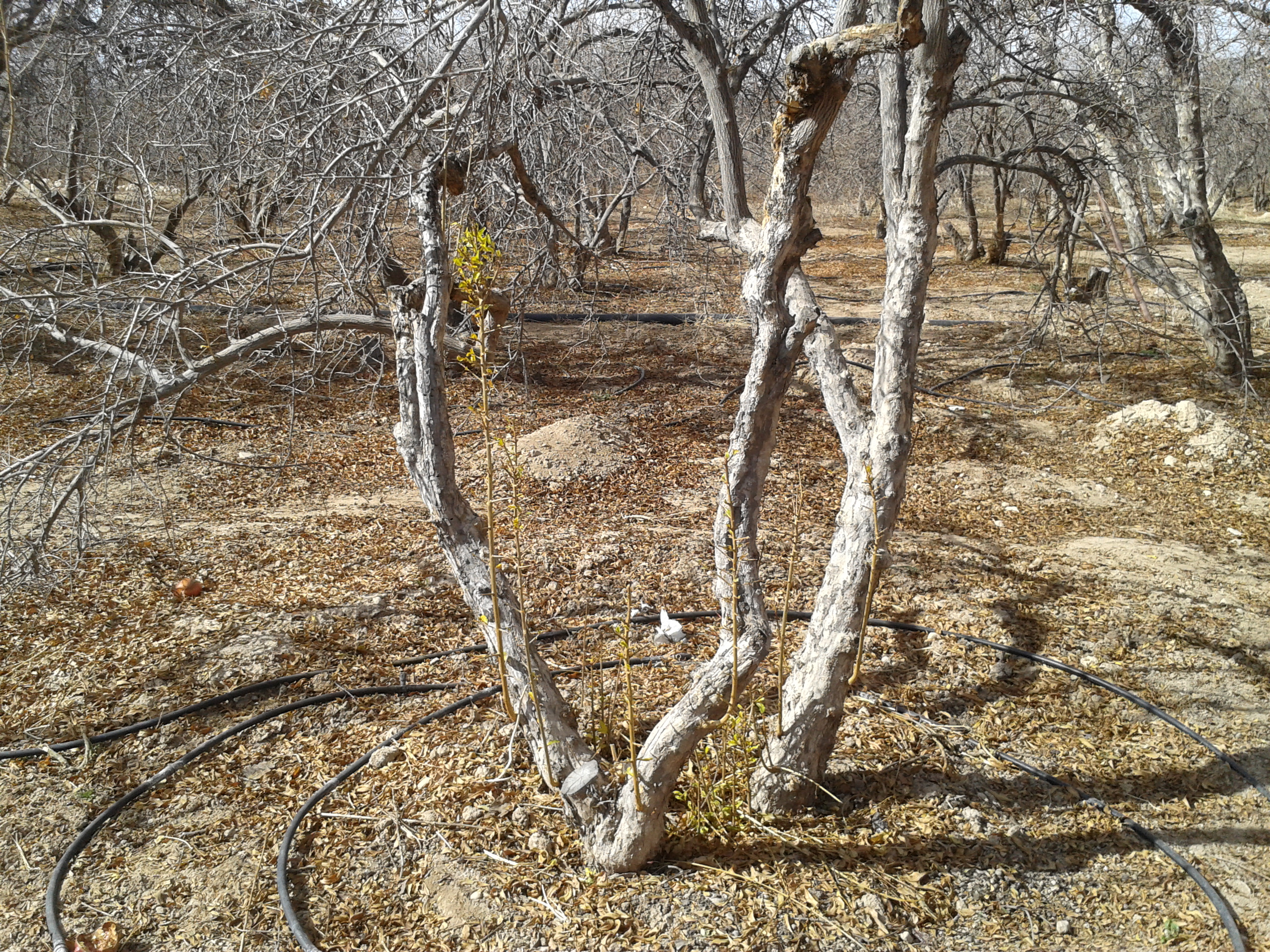
باغ انار در زمستان